# Уилям Браун (адмирал)
Вижте пояснителната страница за други личности с името Уилям Браун.
Уилям Браун (на английски: William Brown; на испански: Guillermo Brown) е аржентински военноморски офицер и национален герой от ирландски произход, „баща на аржентинския флот“, участвал в Аржентинската война за независимост, Аржентинско-бразилската война, Аржентинската гражданска война и в съпротивата срещу Англо-френската блокада на Рио де ла Плата.